# .450 Bushmaster

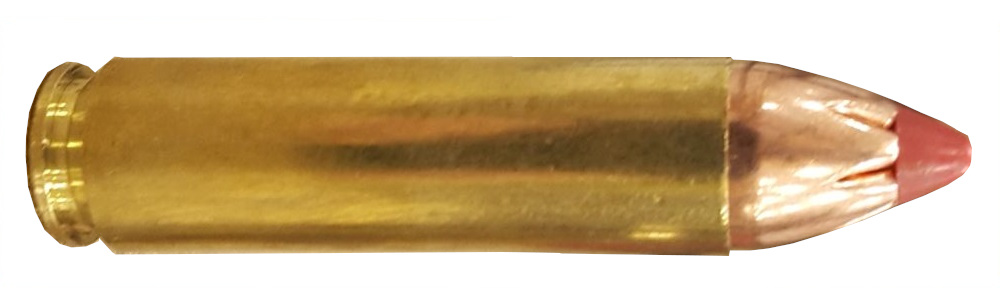
Imagen en posición horizontal del cartucho.

El .450 Bushmaster es un cartucho de rifle desarrollado por Tim LeGendre de LeMag Firearms, y autorizado a Bushmaster Firearms Internacional. El .450 Bushmaster está diseñado para ser utilizado en fusiles M16s y AR-15s, utilizando cargadores modificados.
| Especificaciones         | Especificaciones |
| ------------------------ | ---------------- |
| Parentesco del casquillo | .284 Winchester  |
| Diámetro del proyectil   | .4520 pulgadas   |
| Diámetro del fondo       | .4420 pulgadas   |
| Diámetro del cuello      | .4800 pulgadas   |
| Diámetro de la base      | .5000 pulgadas   |
| Diámetro del borde       | .4730 pulgadas   |
| Grosor del borde         | .540 pulgadas    |
| Longitud de la caja      | 1,700 pulgadas   |
| Longitud total           | 2,260 pulgadas   |
| Capacidad de la vaina    | 59,5 gr H2O      |
| Presión máxima           | 265 MPa          |

## Historia

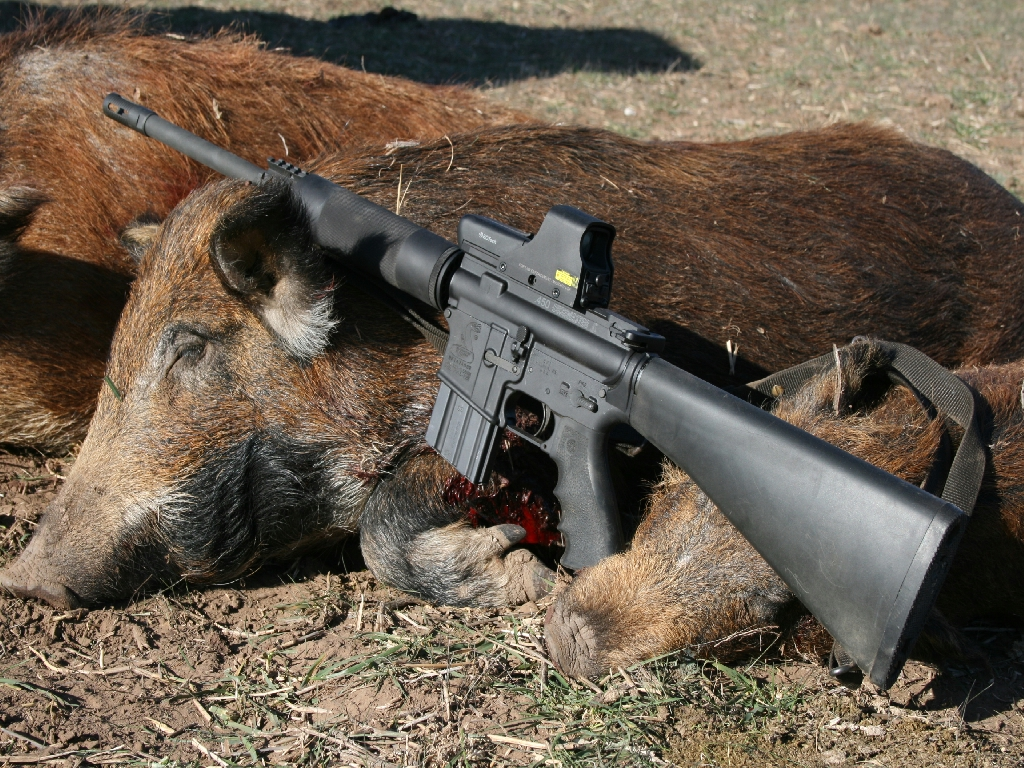
El .450 Bushmaster estuvo desarrollado para caza mayor rifles modernos.

El .450 Bushmaster desciende del concepto Thumper, popularizado por Jeff Cooper. Cooper, descontento con el pequeño-diámetro del 5.56×45mm OTAN (.223 Remington) del AR-15, vio la necesidad de un calibre más grande (.44 cal o más grande) para un rifle semiautomático que permita ser efectivo para cazar animales grandes a 250 yardas,inspirando a, LeGendre para desarrollar su calibre .45 profesional.
Bushmaster solicitó al fabricante de munición Hornady para producir el .45 Profesional para este proyecto, pero Hornady quiso acortar el casquillo del cartucho. Bushmaster Y LeGendre aprobaron el cambio del casquillo a 1.772 pulgadas. (45 mm) y 2.362 pulgadas. (60 mm) el tamaño completo al ahora estándar 1.700 pulgadas (43.18 mm) de casquillo y 2.260 pulgadas. (57.40 mm) del cartucho completo, para trabajar con la plataforma del AR-15 versus la plataforma del AR-10.

## Cargas y balística

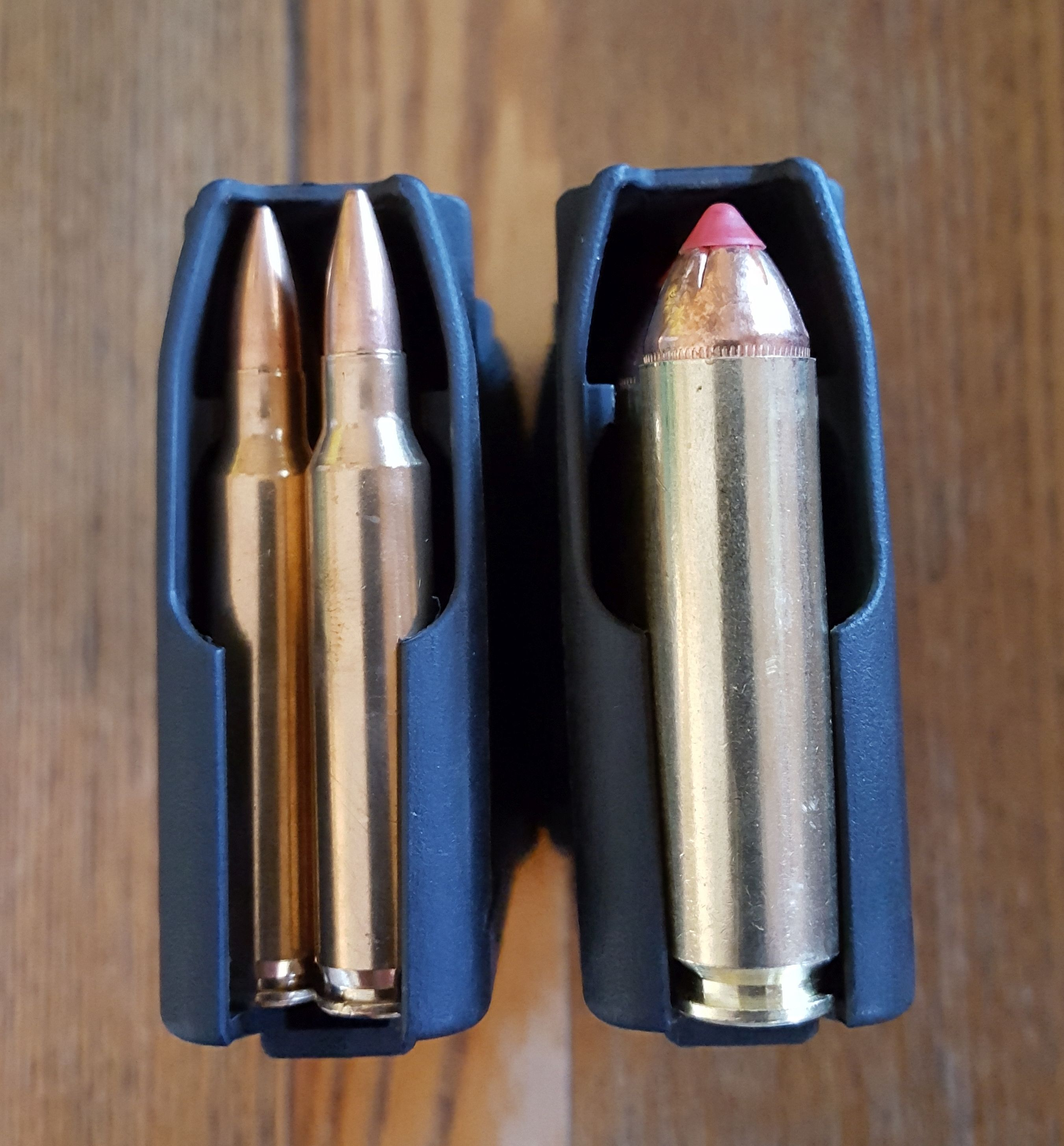
De izquierda a derecha: Cargadores .223 Remington de doble hilera y .450 Bushmaster de una sola hilera.

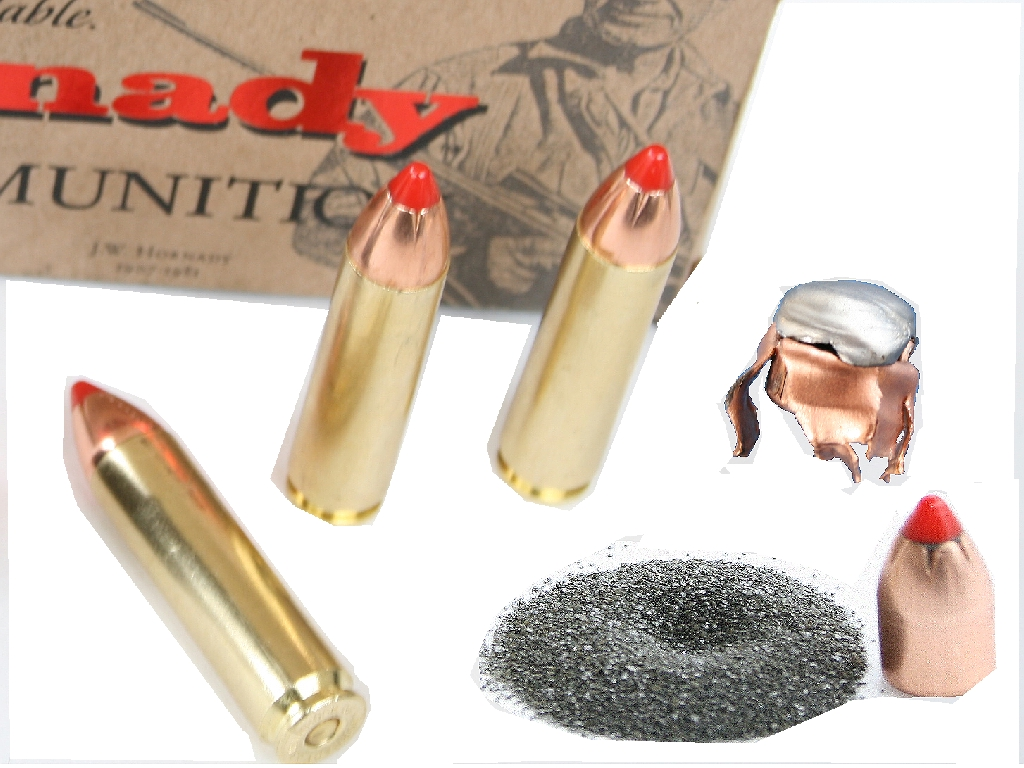
.450 Bushmaster cartuchos y componentes

El .450 Bushmaster utiliza balas de 0,452 pulgadas porque las velocidades y energías de impacto más bajas no expandirían adecuadamente las balas encamisadas más pesadas de 0,458 pulgadas. Este cartucho está diseñado para usar en recámaras de rifles de cerrojo Ruger, Savage, Mossberg, y Remington, el rifle de No.1 de un solo tiro de Ruger, además de rifles AR-15, así como una pistola AR-15 de Franklin Armory.
Balísticamente el.450 Bushmaster tiene una trayectoria muy plana hasta 200 yardas, si el arma de fuego está a cero a 150 yardas el usuario puede esperar ver un aumento de 1.8 pulgadas en 100 yardas, cero en 150 yardas, cayendo de 4.9 pulgadas a 200 yardas. El .450 solo entra en cargadores de hilera simple en plataformas AR-15 .